# Canton de Marseille-Sud intra-muros

## Histoire
- Le canton de Marseille-Sud intra-muros est un ancien canton de Marseille créé en 1833 et supprimé en 1871.
- En 1871, il est remplacé par le canton de Marseille-II.

## Représentation
| Période | Période          | Identité                              | Étiquette           | Qualité |
| ------- | ---------------- | ------------------------------------- | ------------------- | --- |
| 1833    | 1848             | Alexis-Joseph Rostand                 |                     | Industriel et négociant Maire de Marseille (1830-1832) Président du Conseil Général (1835-1848)                     |
| 1848    | 1852 (démission) | Alexandre Clapier                     |                     | Avocat Conseiller municipal de Marseille Président du Conseil Général (1850-1852) Député (1846-1848 et 1871-1876)   |
| 1852    | 1870             | Bonaventure de La Cropte de Chantérac | Majorité dynastique | Membre du Conseil d'État Maire de Marseille (1849-1854) Président du Conseil Général (1852-1870) Député (1852-1854) |
| 1870    | 1871             | Emmanuel Barthélemy                   |                     | Membre du Conseil d'État Maire de Marseille (mars-avril 1848)                                                       |